# Andreas Müller (cyclisme)
Pour les articles homonymes, voir Andreas Müller et Müller.
Andreas Müller (né le 25 novembre 1979 à Berlin) est un coureur cycliste autrichien. Il court sur route et sur piste et a notamment été  champion d'Europe de l'américaine en 2014. Il est également deux fois médaillé du championnat du monde du scratch, en 2009 et 2013.

## Biographie

### Carrière sportive
Andreas Müller possède deux nationalités. Il est né en Allemagne et il possède un passeport autrichien. Depuis 2008, il court pour la fédération cycliste autrichienne, après avoir commencé sa carrière sous les couleurs allemandes. Il vit à Moscou pendant trois ans dans sa jeunesse.
Spécialiste de la piste, il est champion d'Allemagne de poursuite par équipes en 2000. En course aux points, il est également champion national en 2001, 2002 et 2005. Lors de la saison 2003, il remporte avec Guido Fulst la course à l'américaine sur les manches de Coupe du monde à Moscou et Sydney. Sous les couleurs allemandes, il participe aux mondiaux sur piste en 2005 et 2006, terminant sixième et huitième du scratch.
Sur route, il remporte en 2001, une étape du Tour de Berlin. Lors de la saison 2006, il s'adjuge le Grand Prix de Buchholz. Un an plus tard, il remporte la 15e étape de l'International Cycling Classic. 
En 2008, il change de nationalité sportive. Outre les problèmes à cette période au sein de l'équipe allemande, son choix s'explique par la priorité donnée en Allemagne pour la poursuite par équipes, alors que lui préfère les courses en peloton. Le processus de nationalisation l'a empêché de se qualifier pour les Jeux olympiques de Pékin en 2008, et plus tard l'absence de la course à l'américaine du programme des Jeux de 2012 et de 2016, l'ont empêché de faire ses débuts avec l'Autriche aux Jeux. En 2008, dès sa première année, il devient champion d'Autriche de course aux points, de course à l'américaine et du scratch. Aux mondiaux sur piste 2009 à Pruszków, il obtient la médaille de bronze sur le scratch. Quatre ans plus tard, il est vice-champion du monde de la discipline à Minsk. En 2014, dans sa ville natale, il est lauréat des Six jours de Berlin avec Kenny De Ketele. La même année, il est sacré champion d'Europe de l'américaine à Baie-Mahault, avec Andreas Graf.
En 2015, il rejoint l'équipe Hrinkow Advarics Cycleang et gagne une étape de l'An Post Rás. Il s'agit de sa première victoire UCI sur route depuis 14 ans. 
Lors de la Coupe du monde sur piste 2017-2018, Müller et Andreas Graf remporté le classement général de la course à l'américaine. En janvier 2019, il dispute sa 100e course de six jours dans sa ville natale de Berlin et  se classe troisième avec Graf. Durant l'été, il est médaillé de bronze de l'américaine aux Jeux européens de Minsk. En 2021, le duo se classe deuxième de l'américaine de la manche de Coupe des nations à Hong Kong. En août 2021, il participe à 41 ans à ses premiers Jeux olympiques, où il termine 12e de la course à l'américaine et 18e de l'omnium. Il est le porte-drapeau de son pays lors de la cérémonie de clôture. Fin 2021, il met fin à sa carrière de cycliste à l'âge de 42 ans.

### Autres activités
De mai 2017 à 2021, il assume le rôle de directeur sportif des équipes sur piste élites et espoirs au sein de la Fédération autrichienne de cyclisme. En 2022, il est nommé directeur général de la Fédération cycliste de Berlin.

## Palmarès sur piste

### Jeux olympiques
- Tokyo 2020
  - 12e de la course à l'américaine
  - 18e de l'omnium

### Championnats du monde
- Pruszkow 2009
  -  Médaillé de bronze du scratch
- Copenhague 2010
  - 11e de la course aux points
  - 17e de la poursuite par équipes
- Apeldoorn 2011
  - 8e de l'américaine
  - 9e du scratch
- Melbourne 2012
  - 4e de l'américaine
  - 14e du scratch
- Minsk 2013
  -  Médaillé d'argent du scratch
  - 9e de l'américaine
- Cali 2014
  - 4e de l'américaine
  - 11e du scratch
- Saint-Quentin-en-Yvelines 2015
  - 9e de l'américaine
  - 9e du scratch
- Londres 2016
  - 10e de l'américaine
  - 14e du scratch
- Hong Kong 2017
  - 13e du scratch[4]
- Apeldoorn 2018
  - 5e de l'américaine[5]
  - 9e du scratch[6]
- Pruszków 2019
  - 12e de l'américaine

### Coupe du monde
- 2002
  - 3e de l'américaine à Kunming
- 2003
  - 1er de l'américaine à Moscou
  - 1er de l'américaine à Sydney
  - 2e de la poursuite par équipes à Sydney
  - 2e de la course aux points au Cap
  - 3e du scratch à Sydney
- 2004-2005
  - 3e de l'américaine à Manchester
- 2005-2006
  - 2e du scratch à Moscou
- 2007-2008
  - 2e du scratch à Copenhague
- 2013-2014
  - Classement général du scratch
  - 1er du scratch à Manchester
- 2017-2018
  - 3e de l'américaine à Santiago

### Coupe des nations
- 2021
  - 2e de l'américaine à Hong Kong

### Jeux européens
| Édition / Épreuve | Américaine |
| Minsk 2019        | Bronze     |

### Championnats d'Europe
- Baie-Mahault 2014
  -  Champion d'Europe de l'américaine (avec Andreas Graf)

### Six jours
- 2014 : Berlin (avec Kenny De Ketele)

### Championnats nationaux
- Champion d'Allemagne de poursuite par équipes en 2000 (avec Robert Bartko, Guido Fulst et André Kalfack)
- Champion d'Allemagne de course aux points en 2001, 2002 et 2005
- Champion d'Allemagne de l'américaine en 2003 (avec Guido Fulst)

- Champion d'Autriche de l'américaine en 2008, 2010, 2013, 2015, 2016 et 2017
- Champion d'Autriche du scratch en 2008 et 2010
- Champion d'Autriche de course aux points en 2008, 2010, 2013, 2014, 2018 et 2019
- Champion d'Autriche du kilomètre en 2014

## Palmarès sur route

### Par années
- 1999
  - 3e de Cottbus-Görlitz-Cottbus
- 2001
  - 2e étape du Tour de Berlin
- 2006
  - Grand Prix de Buchholz
- 2007
  - 15e étape de l'International Cycling Classic
- 2009
  - 5e étape de l'International Cycling Classic
- 2015
  - 7e étape de l'An Post Rás

### Classements mondiaux
| Année                                 | 2013  | 2014 | 2015 |
| ------------------------------------- | ----- | ---- | ---- |
| UCI Europe Tour                       | 1034e | nc   | 923e |
| UCI Asia Tour                         | 280e  | 327e | nc   |
|                                       |       |      |      |
| Légende : nc = non classéSource : UCI |       |      |      |